# Villa Corsi

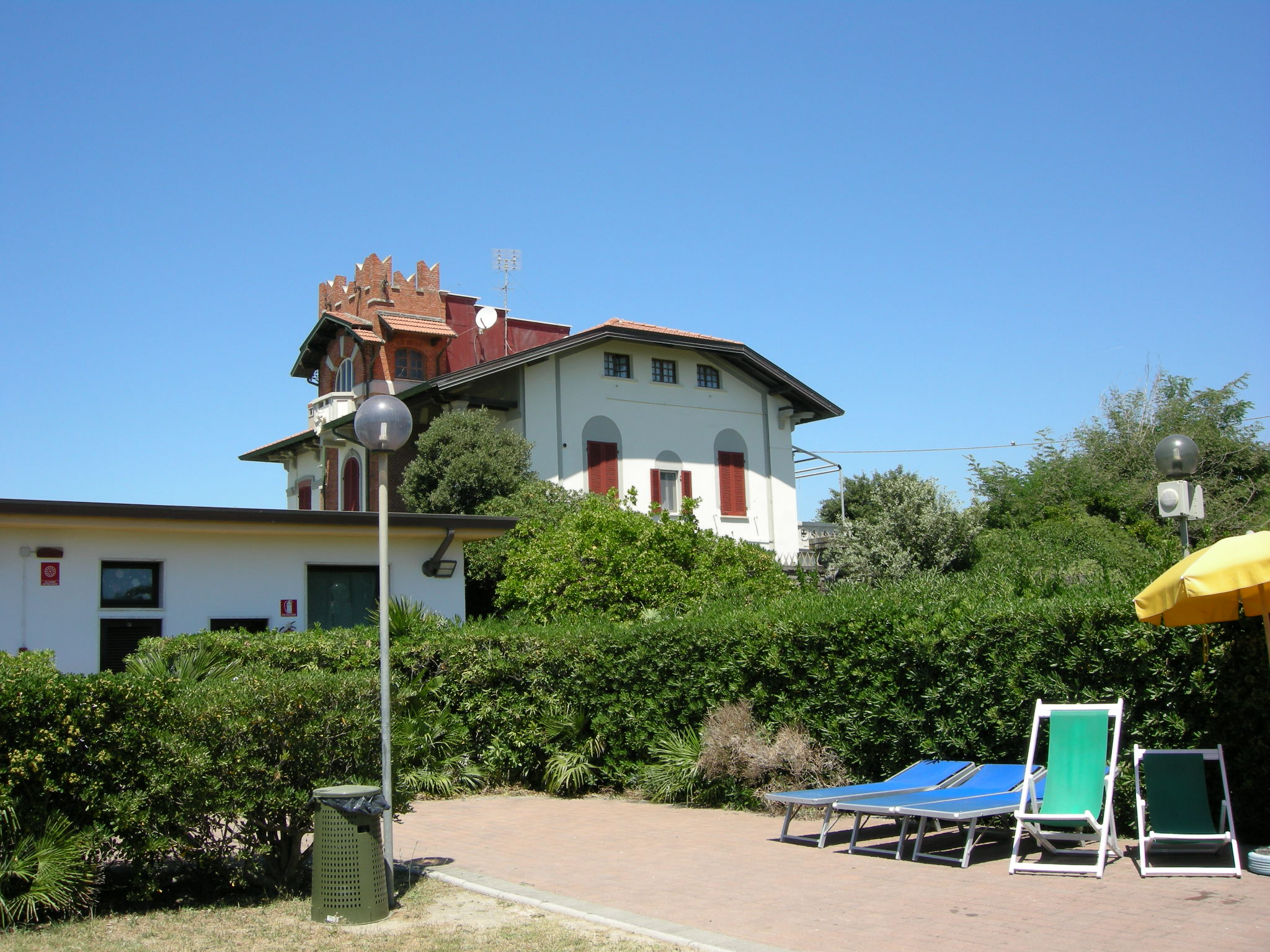
Villa Corsi

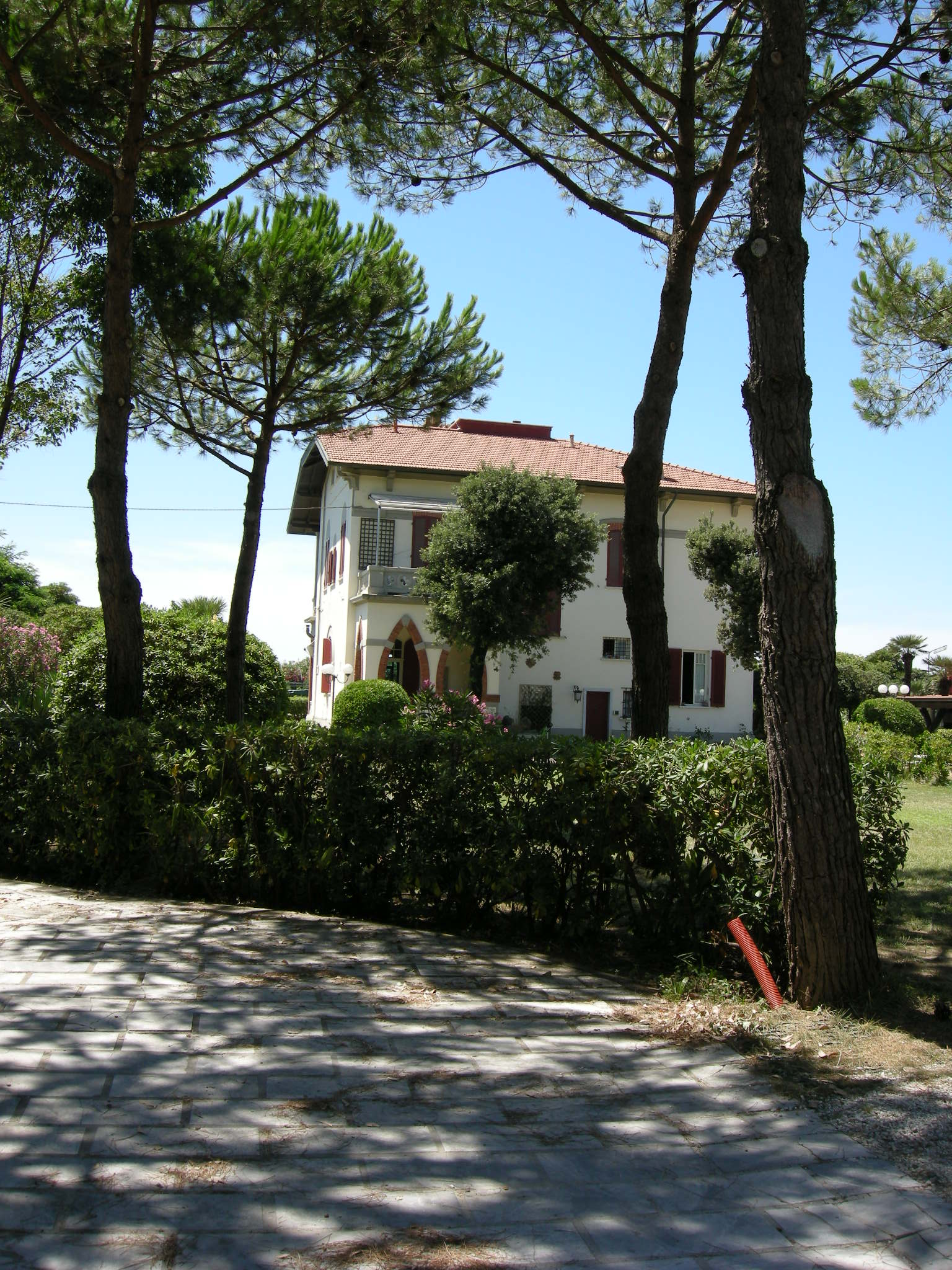
Il retro

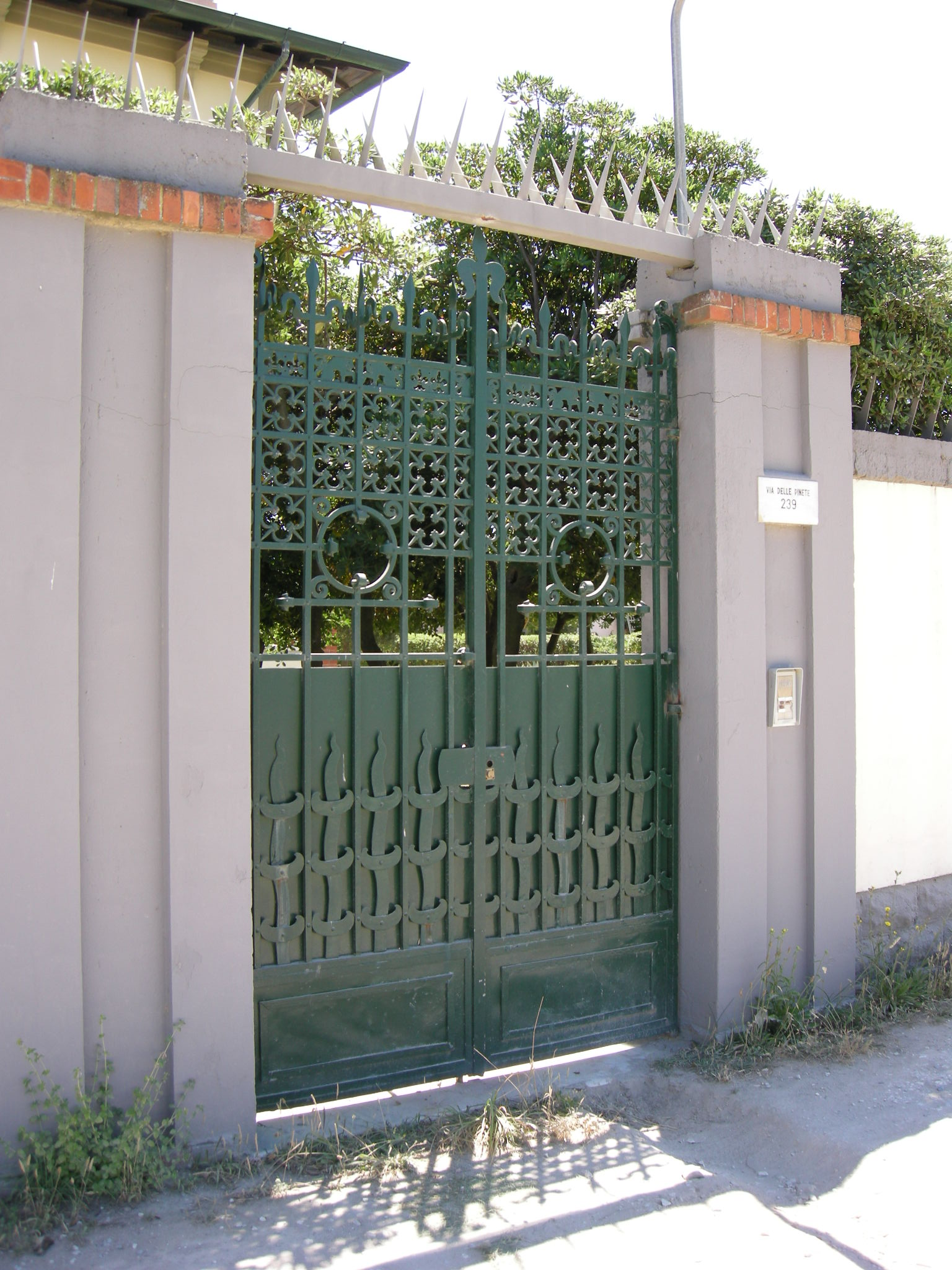
Cancellata

Villa Corsi si trova in via delle Pinete, 239 in località Partaccia a Marina di Massa.

## Storia
La villa fu fatta costruire dal commendator Giulio Corsi negli anni tra il 1928 e il 1929. Dal 1982 è di proprietà della famiglia Cugini.
Attribuita all'arch. Enrico Remedi e ricca "di riferimenti stilistici diversi" (Giorgieri 1989, p. 80), più recentemente il progettista è stato indicato nell'architetto Milani (Le stagioni del Liberty in Toscana, p. 60)

## Contesto urbanistico
Interamente circondato da un alto muro di cinta dotato di ogni precauzione a difesa della proprietà, l'edificio sorge all'interno della lunga via delle Pinete, in località Partaccia, contigua alla villa Belmare, realizzata dall'architetto Ugo Prayer Galletti ed oggi utilizzata come Ostello della Gioventù.

## Descrizione
Di forma rettangolare con il piccolo avancorpo della loggetta d'ingresso sull'angolo del prospetto posteriore, la villa Corsi si eleva su due piani fuori terra al centro di un ampio giardino.
Il prospetto principale, originariamente affacciato sul viale a mare oggi scomparso, adotta un linguaggio architettonico che declina un'impronta vagamente medievaleggiante con motivi secessionisti.
È caratterizzato dalla presenza di una torretta centrale in laterizio faccia a vista, avanzata rispetto al filo di parete e raccordata alle due ali tramite una terrazza al primo piano sostenuta da due pilastri in mattoni che formano a pian terreno due loggette laterali.
La torretta, che interrompe la continuità della gronda in forte aggetto, risulta una eclettica sovrapposizione di aperture (finestrone con davanzale in forte sporgenza al pian terreno, poggioletto al primo piano, balconcino ad arco con inserti in marmo nella ghiera e tettoia sporgente nell'attico), infine coronate da un terrazzino recinto dalla muratura merlata, e spicca per il rosso del laterizio nella impaginazione della parete in muratura intonacata dipinta di bianco con inserti in finta pietra grigia. L'accesso all'interno della villa avviene tramite le due porte finestre all'interno delle loggette del pian terreno, rialzate di sei gradini in marmo e pavimentate con marmette bianche e nere disposte a scacchiera.
Al primo piano si aprono rispettivamente due porte finestre sul terrazzo di sinistra ed una soltanto su quello di destra, la cui gronda misura un maggiore aggetto ed è sostenuta da una coppia di pilastri.
La mancanza di simmetria caratterizza anche l'impaginazione del prospetto sud, che presenta una sola finestra ad arco a pian terreno, tre aperture al primo piano e tre piccole bucature nel sottotetto. Il prospetto posteriore appare ritagliato da un buon numero di aperture su varie altezze e di diverse grandezze, e arricchito dall'avancorpo di una loggetta di ingresso ad archiacuti, di sapore neogotico, elevata di cinque gradini e coperta da un terrazzino.
Più regolare si presenta il prospetto nord, con l'ingresso di servizio al centro, rialzato di sei gradini e coperto da una tettoia, e tre finestre al primo piano, raccordate da un sottile cornice in finta pietra grigia che gira sulle porte finestre del prospetto principale.

## Interno
All'interno, si dispongono al pian terreno gli ambienti di rappresentanza, di vaga caratterizzazione neo-medievale, con pavimentazione in marmo, decorazioni pittoriche sul camino e negli intradossi delle arcate, soffitto in legno dipinto, vetrate colorate e parte degli arredi originali ben conservati.
Entrando dalla loggetta posteriore, pavimentata in marmo bianco e nero e arricchita sulla parete interna da un mosaico con la figurazione del simbolo dei farmacisti - allusivo alla professione dei proprietari - si trova sulla destra lo scalone di collegamento con i piani superiori, in marmo, con un'elaborata ringhiera in ferro battuto recante al centro lo stemma con il monogramma del primo proprietario Giulio Corsi.